# Schinkel-Denkmal (Berlin)

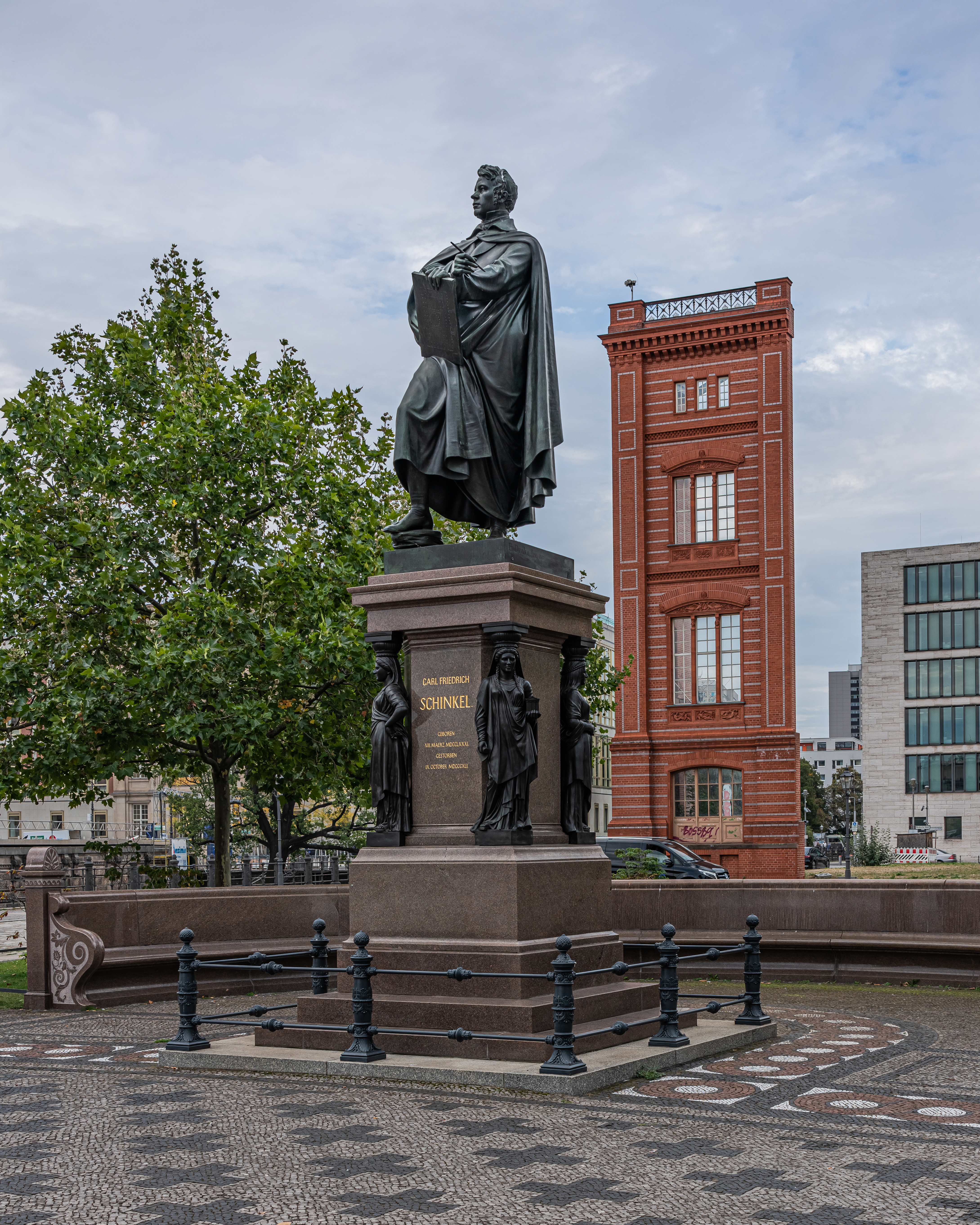
Ansicht des Schinkel-Denkmals (2023)

Das Schinkel-Denkmal von 1869 auf dem Schinkelplatz im Berliner Ortsteil Mitte erinnert an den preußischen Baumeister Karl Friedrich Schinkel (1781–1841). Geschaffen von Friedrich Drake im Stil des Realismus, gehört es zu den Werken der Berliner Bildhauerschule.

## Geschichte
Der Aufstellung vorangegangen war ein Wettbewerb auf Anregung des Schinkel-Schülers und Geheimen Oberbaurats Wilhelm Salzenberg. 1861 erhielt Friedrich Drake, der auf eine Schinkelstatutette von 1835 zurückgegriffen hatte, den Ausführungsauftrag.
Das Standbild wurde von Friedrich Drake im Stil des Realismus geschaffen und nach jahrelangen Vorbereitungen am 15. November 1869 mittig vor der Bauakademie, einem der Hauptwerke Schinkels, enthüllt.
Das Schinkel-Denkmal stand ursprünglich im Ensemble neben bereits 1857 nach Entwurf von Christian Daniel Rauch und August Kiß geschaffenen Standbildern von Beuth und Thaer und wurde zur Zeit der Aufstellung gesehen als „Schluss und Mittelglied der wirkungsvollen Gruppe, zu der des – allerdings ohne völlig genügende innere Beziehung haltliche Beziehung (...) kombinirt ist“. Die drei Denkmäler wurden als die „ersten Helden auf öffentlichem Platze ohne Degen“ bezeichnet. Erst im Anschluss an die Aufstellung von 1869 wurde der Platz „Schinkelplatz“ benannt.
Am Ende des Zweiten Weltkriegs wurde das Standbild beschädigt und 1949 die vier Eckkaryatiden gestohlen.

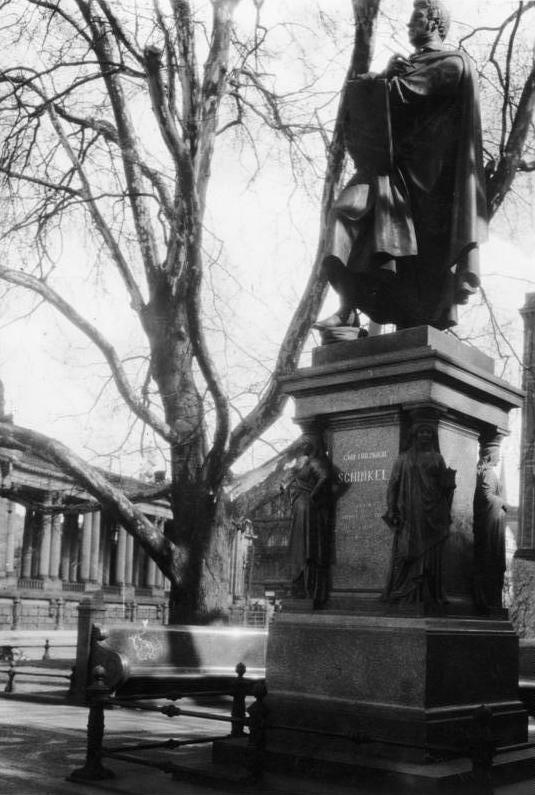
Schinkel-Denkmal, Aufnahme vor 1945

In der DDR-Zeit wurde das Schinkel-Denkmal 1962 zusammen mit den Denkmälern von Beuth und Thaer abgeräumt, da es dem Neubau des Außenministeriums im Wege stand. Die Verwahrung erfolgte im Keller des nahegelegenen Pergamon-Museums.
Das Standbild wurde 1987–1991 zusammen mit zahlreichen anderen Plastiken anlässlich der 750-Jahr-Feier der Stadt zur Ausstellung Kunst in Berlin 1648–1987 der Staatlichen Museen im Lustgarten (damals „Karl-Marx-Platz“) vor dem Alten Museum aufgestellt. Nach der Wiedervereinigung Deutschlands und dem Abriss des Außenministeriums erfolgte 1999 die Wiederaufstellung des Denkmals am ursprünglichen Ort. Die Rekonstruktion umfasste auch die Standbilder von Beuth und Thaer mitsamt den verlorenen Sockeln und Einfassungsgittern, des aufwändigen Mosaikbodens und des Rundbrunnens sowie der historischen Bepflanzung. Die vier Eckkaryatiden des Schinkel-Denkmals wurden 2011 von Hans Starcke nach historischen Fotografien rekonstruiert, wobei es von der südöstlichen Figur keine vollständige Ansicht gab. Die Finanzierung der Nachschöpfung erfolgte aus Spendenmitteln der Von-Hinckeldey-Stiftung.

## Beschreibung
Die überlebensgroße, etwa drei Meter hohe Plastik aus Bronze zeigt den preußischen Baumeister in zeitgenössischer Bekleidung. Sein konzentrierter Blick ist in die Ferne zum Lustgarten gerichtet, sein rechter Fuß auf einen Steinbrocken gestützt. Die rechte Hand hält einen Zeichenstift, die linke Hand einen Zeichenblock mit dem Grundriss des Alten Museums. An den Ecken des dreistufigen Sockels aus rotem Granit befinden sich Karyatiden. Sie symbolisieren Schinkels Arbeitsgebiete Architektur, Malerei, Wissenschaft und Bildhauerei. Auf der Vorderseite des zurückspringenden Mittelteils steht die Inschrift „CARL FRIEDRICH / SCHINKEL. / GEBOREN / XIII.MAERZ MDCCLXXXI. / GESTORBEN IX.OCTOBER MDCCCXLI.“